# Anjonbyteskapacitet
Anjonbyteskapacitet den mängd negativt laddade partiklar (anjoner) som kan bindas till markens partiklar. Anjonbyteskapaciteten uttrycks vanligen i milliekvivalenter/100 gram jord. 
Normalt sett är anjonskapaciteten mycket låg i marken. På hårt vittrade jordar (oxisol) i kombination med lågt pH, kan dock anjonkapaciteten bli signifikant.
Motsatsen till anjonbyteskapacitet kallas för katjonbyteskapacitet och brukar vara betydligt större än anjonkapaciteten.